# Far de Tabarca
El far de Tabarca està situat a l'illa de Tabarca (Alacant, País Valencià) per avisar de la situació de l'illa mateixa en els nombrosos illots rocosos i esculls que l'envolten.

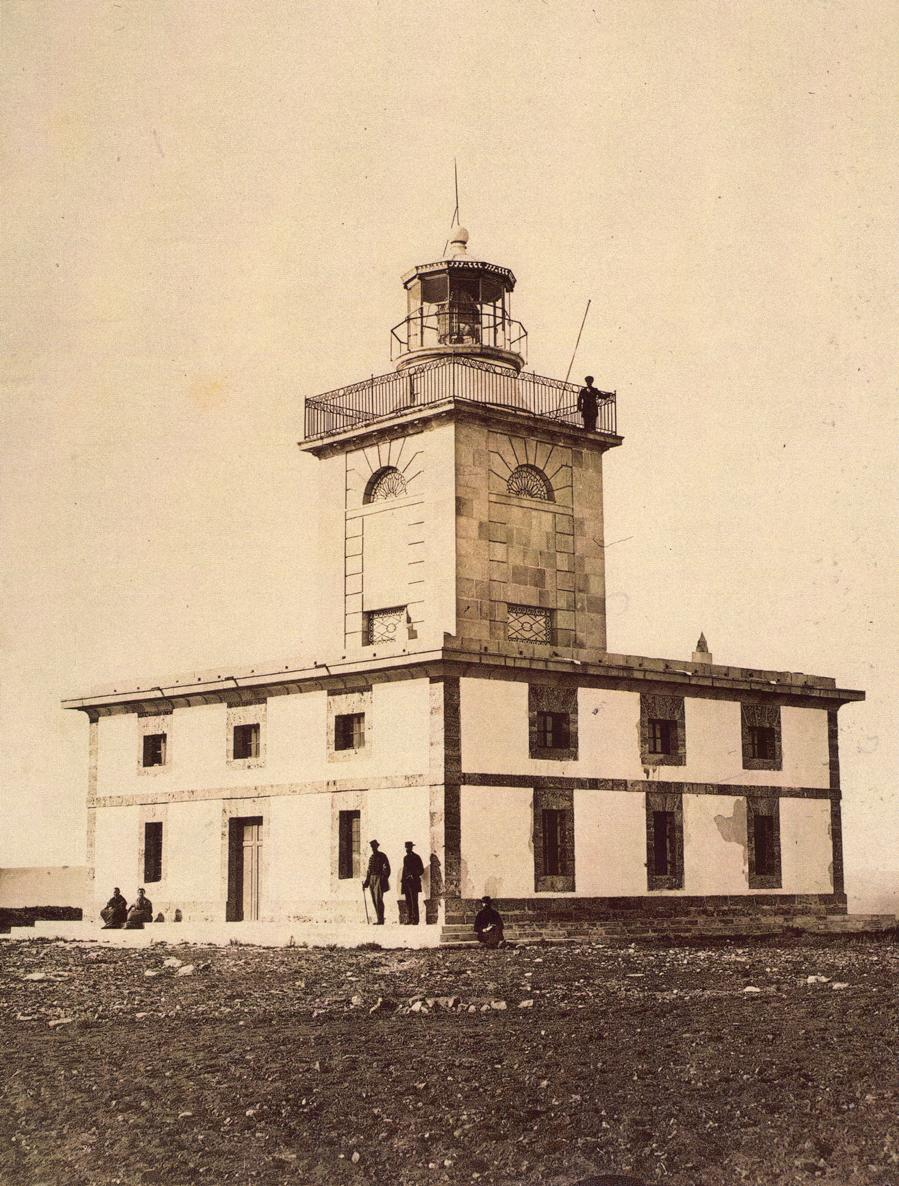
Far de Tabarca en la dècada de 1860, fotografia de J. Laurent.

Es va inaugurar en 1854, segons plànols d'Agustín Elcoro Berocíbar, i es tracta d'un edifici de grans dimensions que va servir d'escola de farers. Està format per un cos inferior de volum cúbic de dues plantes destinades a habitatge. Sobre ell s'alça la torre prismàtica que sostenia el mecanisme d'il·luminació, hui desmantellat. Estilísticament pertany al neoclassicisme, encara que la seua cronologia és una mica tardana. En 1971, es va construir al seu costat un nou far de formigó armat que, no obstant això, va ser demolit en 1998 per recuperar el far original.